# Andrea Sieglova
Andrea Negru (Andrea Sieglova) est une joueuse tchèque de volley-ball née le 3 mai 1976 à Liberec, République tchèque. Elle mesure 1,75 m et joue passeuse.

## Clubs
| Club        | Pays         | De        | À         |
| ----------- | ------------ | --------- | --------- |
| Liberec     | Rep. tchèque | 1985-1986 | 1992-1993 |
| Ostrava     | Rep. tchèque | 1993-1994 | 1999-2000 |
| Calais      | France       | 2000-2001 | 2001-2002 |
| RC Cannes   | France       | 2002-2003 | 2004-2005 |
| La Rochette | France       | 2005-2006 | 2006-2006 |
| Le Cannet   | France       | 2006-2007 | 2007-2008 |
| RC Cannes   | France       | 2008-2009 | …         |

## Palmarès
- Ligue des champions (1)
  - Vainqueur : 2003

- Coupe de la CEV
  - Finaliste :  2008

- Championnat de France (4)
  - Vainqueur : 2003, 2004, 2005, 2009

- Coupe de France (4)
  - Vainqueur : 2003, 2004, 2005, 2009
  - Finaliste : 2008